# 5e étape du Tour de France 1919
Pour un article plus général, voir Tour de France 1919.
La 5e étape du Tour de France 1919 s'est déroulée le lundi 7 juillet.
Les coureurs relient Les Sables-d'Olonne, en Vendée, à Bayonne dans les Basses-Pyrénées, au terme d'un parcours de 482 kilomètres, ce qui en fait l'étape la plus longue de cette édition.
Le Français Jean Alavoine gagne sa deuxième victoire d'étape consécutive, tandis que son compatriote Eugène Christophe conserve la première place du classement général.

## Parcours
Les coureurs prennent le départ de la cinquième étape aux Sables-d'Olonne. Le parcours, long de 482 km traverse ensuite les villes de Talmont, Luçon, Chaille-les-Marais, Marans, Grolleau, La Rochelle, Rochefort, Saintes, Pons, Blaye, Bordeaux, Saucats, Hostens, Pissos, Labouheyre, Castets, Saint-Geours-de-Maremne et Labenne avant l'arrivée à Bayonne.

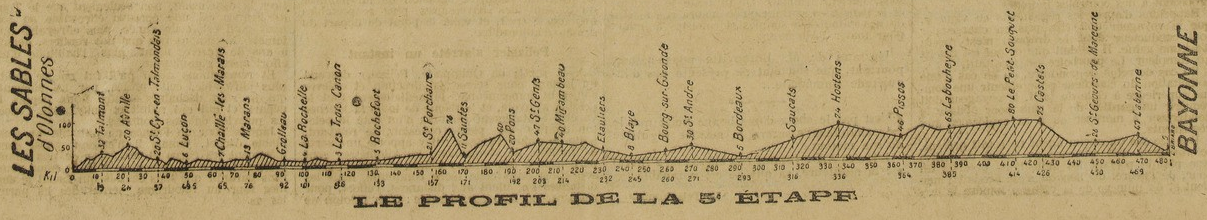
Le profil de la 5e étape paru dans L'Auto le dimanche 6 juillet 1919.

## Déroulement de la course
Henri Pélissier, abattu après sa perte de temps dans la quatrième étape, décide de ne pas repartir. Il se retire pendant la journée de repos, alors même que la victoire finale semble encore à sa portée, ce qui lui vaut les critiques acerbes du directeur de la course, Henri Desgrange, qui cible le caractère impulsif du coureur et considère qu'il ne doit sa défaite qu'à lui-même.
L'étape, outre sa longueur, ne comporte pas de difficultés. Jean Alavoine obtient un deuxième succès consécutif et Eugène Christophe conserve la tête du Tour. Le peloton continue pourtant de se réduire : après le retrait des frères Pélissier et l'abandon d'Urbain Anseeuw, il ne reste plus que 17 concurrents en course.

## Classements

### Classement de l'étape
Dix-sept coureurs sont classés.
| \| Classement de l'étape \| Classement de l'étape \| Classement de l'étape \| Classement de l'étape \| Classement de l'étape \| \| Coureur \| Coureur \| Pays \| Équipe \| Temps \| \| --------------------- \| --------------------- \| --------------------- \| --------------------- \| --------------------- \| \| 1er \| Jean Alavoine \| France \| Peugeot-Wolber \| 18 h 54 min 07 s \| \| 2e \| René Chassot \| France \| \| + 0 s \| \| 3e \| Léon Scieur \| Belgique \| La Sportive \| + 0 s \| \| 4e \| Joseph Van Daele \| Belgique \| La Sportive \| + 0 s \| \| 5e \| Jacques Coomans \| Belgique \| La Sportive \| + 0 s \| \| 6e \| Alois Verstraeten \| Belgique \| \| + 0 s \| \| 7e \| Luigi Lucotti \| Italie \| Bianchi \| + 0 s \| \| 8e \| Eugène Christophe \| France \| \| + 13 s \| \| 9e \| Émile Masson senior \| Belgique \| La Sportive \| + 13 s \| \| 10e \| Firmin Lambot \| Belgique \| La Sportive \| + 13 s \| |                     |          |                |                  |
| |                     |          |                |                  |
| |                     |          |                |                  |
| Classement de l'étape |                     |          |                |                  |
| Coureur | Coureur             | Pays     | Équipe         | Temps            |
| 1er | Jean Alavoine       | France   | Peugeot-Wolber | 18 h 54 min 07 s |
| 2e | René Chassot        | France   |                | + 0 s            |
| 3e | Léon Scieur         | Belgique | La Sportive    | + 0 s            |
| 4e | Joseph Van Daele    | Belgique | La Sportive    | + 0 s            |
| 5e | Jacques Coomans     | Belgique | La Sportive    | + 0 s            |
| 6e | Alois Verstraeten   | Belgique |                | + 0 s            |
| 7e | Luigi Lucotti       | Italie   | Bianchi        | + 0 s            |
| 8e | Eugène Christophe   | France   |                | + 13 s           |
| 9e | Émile Masson senior | Belgique | La Sportive    | + 13 s           |
| 10e | Firmin Lambot       | Belgique | La Sportive    | + 13 s           |

### Classement général
| \| Classement général \| Classement général \| Classement général \| Classement général \| Classement général \| \| Coureur \| Coureur \| Pays \| Équipe \| Temps \| \| ------------------ \| ------------------- \| ------------------ \| ------------------ \| ------------------ \| \| 1er \| Eugène Christophe \| France \| \| 81 h 27 min 33 s \| \| 2e \| Émile Masson senior \| Belgique \| La Sportive \| + 15 min 51 s \| \| 3e \| Firmin Lambot \| Belgique \| La Sportive \| + 49 min 49 s \| \| 4e \| Jean Alavoine \| France \| Peugeot-Wolber \| + 52 min 00 s \| \| 5e \| Léon Scieur \| Belgique \| La Sportive \| + 1 h 16 min 55 s \| \| 6e \| Léon Scieur \| Belgique \| La Sportive \| + \| \| 7e \| Jules Masselis \| Belgique \| \| + \| \| 8e \| Honoré Barthélémy \| France \| La Sportive \| + \| \| 9e \| Félix Goethals \| France \| \| + \| \| 10e \| Jacques Coomans \| Belgique \| La Sportive \| + \| |                     |          |                |                   |
| |                     |          |                |                   |
| |                     |          |                |                   |
| Classement général |                     |          |                |                   |
| Coureur | Coureur             | Pays     | Équipe         | Temps             |
| 1er | Eugène Christophe   | France   |                | 81 h 27 min 33 s  |
| 2e | Émile Masson senior | Belgique | La Sportive    | + 15 min 51 s     |
| 3e | Firmin Lambot       | Belgique | La Sportive    | + 49 min 49 s     |
| 4e | Jean Alavoine       | France   | Peugeot-Wolber | + 52 min 00 s     |
| 5e | Léon Scieur         | Belgique | La Sportive    | + 1 h 16 min 55 s |
| 6e | Léon Scieur         | Belgique | La Sportive    | +                 |
| 7e | Jules Masselis      | Belgique |                | +                 |
| 8e | Honoré Barthélémy   | France   | La Sportive    | +                 |
| 9e | Félix Goethals      | France   |                | +                 |
| 10e | Jacques Coomans     | Belgique | La Sportive    | +                 |